# Папірологія
Папірологія (від «папірус» і «логос» (знання), буквально — «папірусознавство») — допоміжна історико-філологічна дисципліна, підгалузь палеографії, що вивчає давні папіруси, знайдені в Єгипті та за його межами. Термін "папірологія" запровадив 1898 року Ф. Кеньйон у рецензії на видання єгипетських знахідок Британського музею. На території Єгипту збереглися власне єгипетські папіруси, а також документи грецькою та латинською мовами. У пісках Єгипту були також знайдені папіруси вірменською, давньоєврейською, пахлеві, сирійською, лівійською, коптською, ефіопською та арабською мовами, а ще клаптики готських та етруських текстів.
Сучасне поняття "папірологія" ширше початкового предмету цієї дисципліни. Завдання папірології полягає в читанні, інтерпретації, вивченні  грецьких, латинських, демотичних і коптських текстів еллінського, римського та візантійських періодів не тільки на папірусах, але й на пергаменті, глиняних черепках, дерев'яних бирках, прикріплених до мумій, тканинах та інших твердих матеріалах (крім каменю). До останніх часів термін "папірус"  застосовується як родове поняття та означає клас письмових джерел. Водночас ієратичні та ранні демотичні папіруси, а також папіруси іншими мовами, вивчаються в межах семітології та інших наук. У предмет папірології входить класифікація папірологічниї пам′яток за періодами, місцем, змістом, формою та еволюцією письмових знаків, властивостями граматики, лексики та стилю. За змістом папіруси класифікуються на ділові та літературні.

## Науково-дослідні центри
Основними центрами зберігання і вивчення папірусів є:
- Єгипет — Єгипетський музей у Каїрі.
- Велика Британія — Британський музей у Лондоні.
- Австрія — Австрійська національна бібліотека у Відні.
- Грузія — Інститут рукописів Грузинської Академії наук у Тбілісі.
- Італія — Бібліотека Медічі — Лауренціана у Флоренція.
- Німеччина — Державний музей у Берліні, Інститут папірології у Марбурзі.
- Польща — Варшавський університет.
- Росія — Ермітаж і бібліотека імені М. Е. Салтикова-Щедріна у Санкт-Петербурзі, Державний музей образотворчих мистецтв імені О. С. Пушкіна у Москві;
- США — Колумбійський університет у Нью-Йорку та Мічиганський університет.
- Франція — Лувр у Парижі.

## Фахові журнали
- American Studies of Papyrology
- Analecta Papyrologica (у 2005 вийшов Band 14/15, 2002/2003)
- Archiv für Papyrusforschung (у 2004 вийшов Band 50)
- Beiträge zur Alten Geschichte, Papyrologie und Epigraphik (у 2006 вийшов том 21)
- Chronique d’Égypte, Brüssel, з 1925.
- Cronache Ercolanesi
- Papyrologica Coloniensia (у 2005 вийшов Vol. XXXI)
- Studia papyrologica, Barcelona 1962-1983.
- The Bulletin of the American Society of Papyrologists, New Haven (Conn.), dann Urbana, з 1963.
- The Journal of Egyptian Archaeology, з 1914.
- The Journal of Juristic Papyrology, Warschau з 1952.
- Zeitschrift für Papyrologie und Epigraphik, з 1967.